# Château des Millets
Le château des Millets est situé à Saint-Didier-en-Donjon, en France.

## Localisation
Le château est situé sur la commune de Saint-Didier-en-Donjon, dans le département de l'Allier en région Auvergne-Rhône-Alpes.

## Description
Maison forte de la fin du XVe siècle, comprenant un corps de logis rectangulaire flanqué de tours d'angle en brique, agrémentée au XVIe siècle d'une façade Renaissance au décor sculpté, puis agrandie au XVIIIe siècle par l'adjonction de pavillons en retour à l'est et d'un corps de bâtiment devant la façade ouest. Le domaine fut complété à cette époque et au siècle suivant par la construction de communs et l'aménagement de jardins comprenant un jardin à la française, un parc à l'anglaise ainsi qu'un verger et un potager clos de murs. À l'intérieur, les aménagements des XVIIIe et XIXe siècles (boiseries, parquets, cheminées) furent complétés au début du XXe siècle. À la fin des années 40 fut créée une bibliothèque composée d'un ensemble de menuiseries et meubles- boiseries en frêne rose, ornés de sculptures à thème philatélique dues à Raymond Prette. Les murs de la cuisine furent ornés par l'application de deux frises en décalcomanie de peinture, dont l'une a été dessinée par Benjamin Rabier.

## Historique
L'édifice est inscrit au titre des monuments historiques par arrêté en 23 décembre 2009.

## Protection
Éléments protégés : le château en totalité, y compris les intérieurs avec la bibliothèque aux thèmes philatéliques, la cuisine avec sa frise de Benjamin Rabier, les salons, la salle à manger et les chambres avec leur décor, les communs (le grand commun, les deux pavillons à l'entrée du potager, la laiterie) , le parc avec ses murs de clôture et ses aménagements (chenil, pont japonais) , ainsi que le terrain d'assiette de l'ensemble.